# Bodenvag
Bodenvag ist eine vor allem in der Vergangenheit verwendete Bezeichnung für Pflanzen, die gegenüber dem pH-Wert des Bodens unempfindlich sind, für deren Vorkommen also der pH-Wert des Bodens keine Rolle spielt. Solche Pflanzen werden heute eher als pH-indifferent bezeichnet. Ein Beispiel dafür ist die Latsche (Pinus mugo).

## Belege
- Manfred A. Fischer, Karl Oswald, Wolfgang Adler: Exkursionsflora für Österreich, Liechtenstein und Südtirol. 3., verbesserte Auflage. Land Oberösterreich, Biologiezentrum der Oberösterreichischen Landesmuseen, Linz 2008, ISBN 978-3-85474-187-9, S. 130.